# سینتلنرد (مریلند)
سینتلنرد (به انگلیسی: St. Leonard) شهری در ایالت مریلند کشور ایالات متحده آمریکا است که جمعیت آن در سرشماری سال ۲۰۱۰ میلادی، ۷۴۲ نفر بوده‌است.